# Лешек Міллер
Лешек Цезарій Міллер (пол. Leszek Cezary Miller; нар. 3 липня 1946, Жирардув, ПНР) — польський політик, прем'єр-міністр Польщі з 19 жовтня 2001 по 2 травня 2004. Депутат Сейму I, II, III і IV скликань (до 2005 року).

## Біографія
Родом з бідної робітничої сім'ї. Коли йому було 6 місяців, батьки розлучилися, і Лешека виховувала мати. У молодості Лешек працював на лляній фабриці, навчався в електроенергетичному технікумі. Проходив військову службу у військово-морському флоті на підводному човні ORP Bielik.
Був активістом Соціалістичної спілки молоді, в 1969 році вступив у ПОРП. У 1973—1974 був секретарем осередку ПОРП на лляній фабриці в Жирардуві. За рекомендацією пройшов навчання та отримав диплом магістра політичних наук у Вищій школі політичних наук при ЦК ПОРП, після чого працював в апараті ЦК ПОРП. В 1986 році став першим секретарем Скерневицького воєводства, в 1988 році був переведений до Варшави. В 1989 році брав участь у Круглому столі, де за участю ПОРП, Солідарності і церкви обговорювалися питання перебудови Польщі. 29 липня 1989 році введений у Політбюро ЦК ПОРП.
На початку 90-х став одним із керівників партії СДРП (Соціал-демократія Республіки Польща), що входила в коаліцію СДЛС (Союз демократичних лівих сил). У 1993—1996 Міллер був міністром праці та соціальної політики в кабінетах Вальдемара Павляка і Юзефа Олекси. 1999 року деякий час займав пост міністра внутрішніх справ і адміністрації.
15 квітня 1999 очолив Союз демократичних лівих сил, що об'єднав партії та рухи лівоцентристської спрямованості в рамках єдиної партії. 19 жовтня 2001 за підсумками виборів, на яких СДЛС отримав 41,04 % голосів на виборах у Сейм і 75 місць на виборах у Сенат, сформував уряд і став прем'єр-міністром.
На посту прем'єр-міністра Міллер зіткнувся з економічними проблемами (безробіття, низький зріст ВВП, значний державний борг), які зумів вирішити лише частково. Активно брав участь у переговорах про вступ Польщі в Євросоюз. 7 і 8 червня 2003 року з цього питання в Польщі було проведено референдум, на якому 77,45 % населення висловилися за вступ Польщі до Євросоюзу. Також Міллер підтримав участь польських військ у вторгненні в Ірак в 2003 році.
Також його прем'єрство ознаменувалося кількома корупційними скандалами.
Міллер заявив про відхід у відставку 2 травня 2004, на наступний день після вступу Польщі в Євросоюз. Трохи раніше, 6 березня 2004 року, пішов з посади голови партії СДЛС і незабаром покинув партію через незгоду з недостатньо «лівою» політикою партії. В даний час очолює створену ним же партію «Польська лівиця», що дотримувалася соціал-демократичної орієнтації.
Польський тижневик «Wprost» двічі називав Міллера людиною року в Польщі — в 2001 і 2002 роках.

## Погляди
Займає проросійську позицію та поширює кремлівські наративи []. Зокрема в інтерв'ю 25 лютого 2025 року заявив, що українські націоналістичні формування нібито жорстоко вбили 16 тис. російськомовних українців, що буцімто стало причиною повномасштабного російського вторгнення в Україну [] [].